# Argyresthia pusiella
Argyresthia pusiella is een vlinder uit de familie pedaalmotten (Argyrethiidae). De wetenschappelijke naam is voor het eerst geldig gepubliceerd in 1983 door Gibeaux.
De soort komt voor in het Afrotropisch gebied.